# Елисаветградский уезд
Елисаветгра́дский уе́зд или Елизаветгра́дский уе́зд — административно-территориальная единица (уезд) в составе (поочерёдно) Новороссийской губернии, Екатеринославского и Вознесенского наместничеств, Николаевской и Херсонской губерний Российской империи. Центр — город Елисаветград (Елизаветград).

## История
В 1754 году на землях Войска Запорожского для защиты от частых нападений татар и турок была построена Крепость Святой Елисаветы ставшая административным центром Новой Сербии (её очертания присутствуют на символике города по сей день). В 1769 году во время войны с Турцией она отбила последний в истории татарский набег на земли Российской империи. В 1775 именно отсюда вышли войска во главе с генералом Текели ликвидировавшие Запорожскую Сечь по приказу Екатерины Великой.

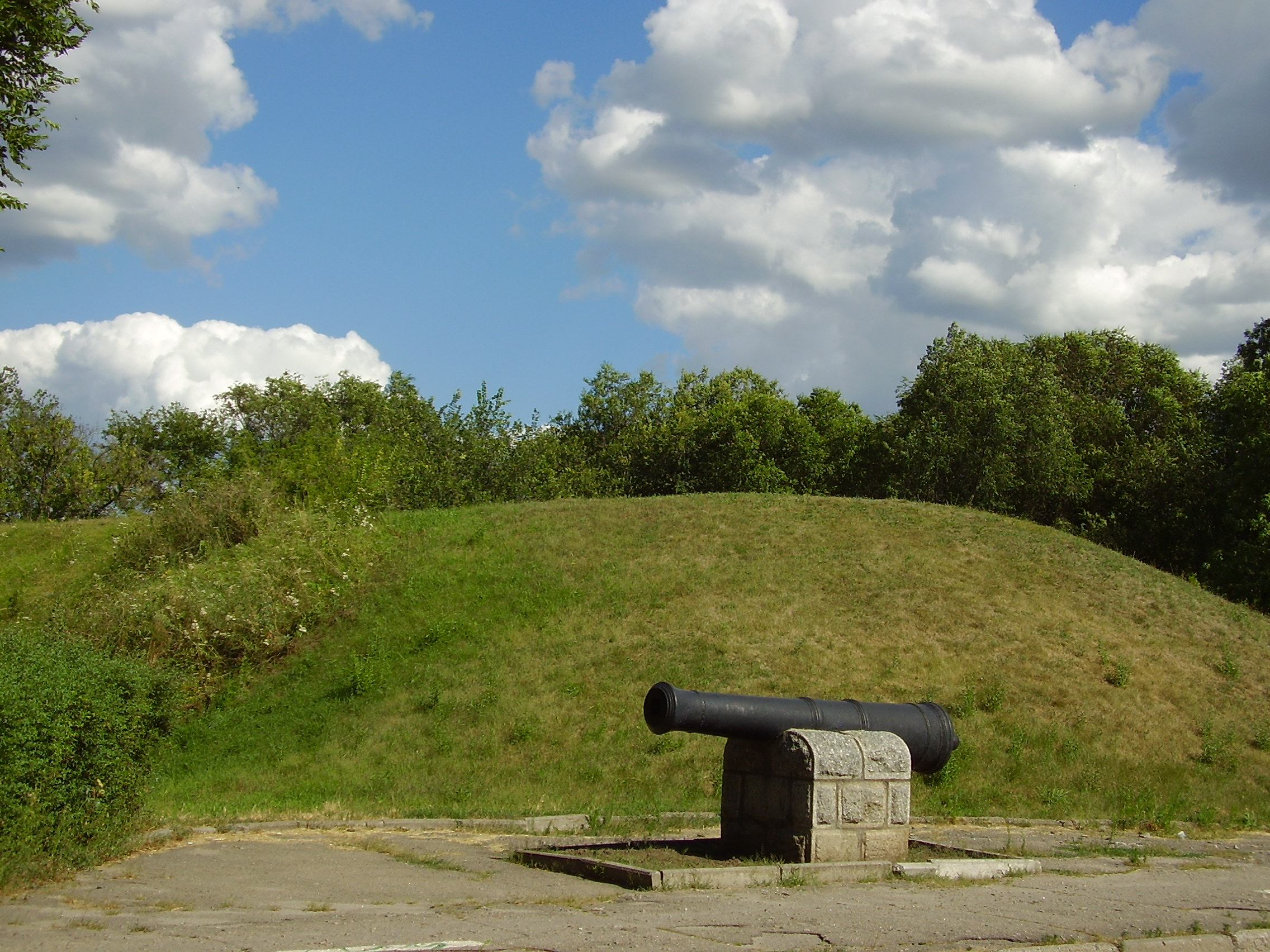
Одна из сохранившихся пушек Крепости Святой Елисаветы

Елисаветградский уезд был образован в 1776 году в составе Новороссийской губернии Российской империи.
В 1782 году уездным городом начал именоваться Елисаветград.
В 1784 году уезд был отнесён к Екатеринославскому наместничеству, в том же году фактически была упразднена Елисаветинская крепость исполнявшая к тому времени лишь административные функции, а вся артиллерия перевезена в Херсон. В 1795 году уезд относился к Вознесенскому наместничеству, в 1796 году — к Новороссийской губернии (с 1787 по 1801 Елисаветинская крепость была её центром), в 1802 году — к Николаевской губернии, в 1803 году — к Херсонской губернии.
В 1828 году в ведомство военных поселений были переданы города Елисаветград (с назначением местом пребывания корпусного штаба) и Ольвиополь. Поселенная кавалерия была сведена в два резервных корпуса, общее командование которыми было вверено генералу от кавалерии Ивану Осиповичу де Витту.
6 декабря 1828 года из упразднённых Елисаветградского и Ольвиопольского уездов Херсонской губернии был образован Бобринецкий уезд, при этом казённое село Бобринец получило статус уездного города.

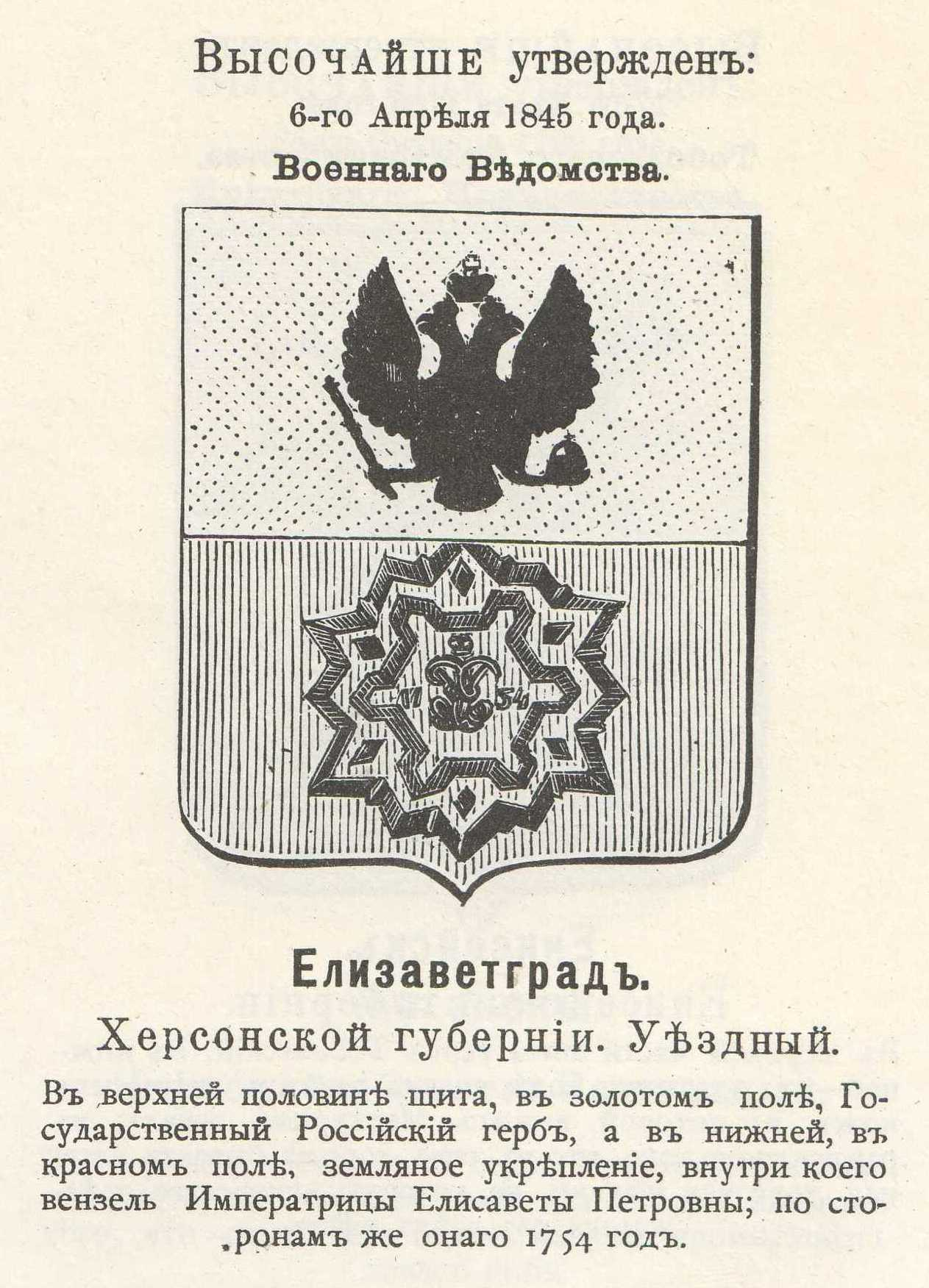
Герб Елисаветграда, вариант 1845 года

В 1857 году военные поселения и округа пахотных солдат были упразднены и переданы в управление Министерства государственных имуществ Российской империи.
В 1860 году Елисаветград был возвращён в гражданское ведомство; с 1860 по 1865 годы он был безуездным городом.
С 1865 года уездное управление было переведено из Бобринца в Елисаветград, с переименованием Бобринецкого уезда в Елисаветградский, а Бобринец был обращён в заштатный город Елисаветградского уезда Херсонской губернии (Собр. Зак. и Распор. 1865 г., 21 февр., № 26, с. 167.).
В 1897 в уезде жило 613,3 тысяч человек, 200 тысяч из которых - русские.
В декабре 1917 в ходе Гражданской войны здесь была установлена власть Украинской Народной Республики сторонники которой дали городу название Елисавет. В январе-феврале 1918 в Елисаветграде и его окрестностях проходили бои между сторонниками УНР с одной стороны, и большевиками в союзе с анархистами во главе с Марусей Никифоровой с другой (последняя прибыла в город по приказу самого Михаила Муравьева параллельно устроившего жестокую резню в Киеве). Под давлением горожан анархисты покинули Елисаветград и 26 февраля в городе была установлена советская власть. В боях с анархистами погибло 86 горожан в возрасте от 4 до 60 лет , 147 получили ранения. История народного восстания стала основой для повести Юрия Яновского "Байгород" (1927).
Комендантом города стал большевик Беленкевич приказавший горожанам сдать оружие, но из за сопротивления местных жителей и наступления германско-австрийских войск местный ревком эвакуировался в Полтаву. 21 марта 1918 в Елисаветград вошли войска Центральных держав. 1 мая 1918 произошло шествие посвященное погибшим в боях с анархистами во время которого все участники боев получили удостоверения .
В конце 1918 года в уезде произошло восстание против австрийских войск и администрации гетмана Скоропадского. В декабре 1918 здесь была возобновлена власть УНР, но уже в январе 1919 уездом вновь завладели большевики. 

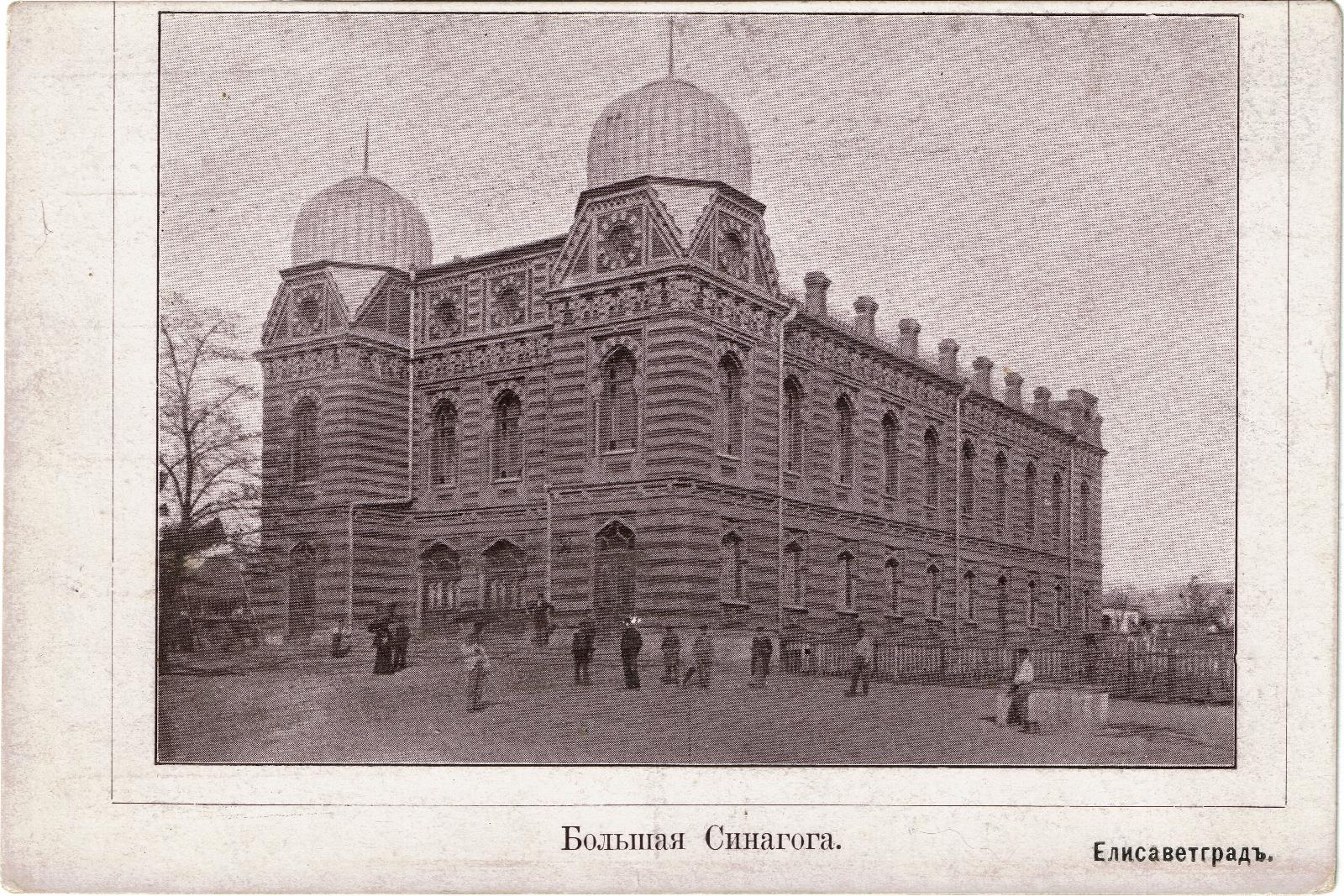
Синагога в Елисаветграде

В маю 1919 здесь произошло Григорьевское восстание в результате которого банды Никифора Григорьева вошли в Елисаветград и убили около 3000 евреев города и ограбили Большую хоральную синагогу во время погрома.
С августа по декабрь 1919 уезд контролировала Белая Армия.
В январе 1920 советские войска вместе с частями УНР завладели Елисаветградом. Советская власть была установлена в третий раз.
В 1924-1925 в Елисаветградском уезде действовали повстанцы Онипка — украинцы противостоявшие большевикам, уничтожившие в средине 1920х 16 партийных деятелей и разгромившие больше половины местных партийных учреждений. Сам Онипко застрелился 7 марта 1925 в последнем бою с большевиками длившемся более шести часов.

## Численность и состав населения
По данным первой Всеобщей переписи населения Российской империи 1897 года, в Елисаветградском уезде проживали 613 283 человека. В том числе: малоросы — 66,1 %, великоросы — 15,2 %, евреи — 9,4 %, румыны — 6,0 %. В уездном городе Елисаветграде проживали 61 488 человек, в заштатных городах Бобринец — 14 281 человек, Вознесенск — 15 748 человек, Новомиргород — 9364 человека, Ольвиополь — 6884 человека.

## Административно-территориальное деление
В 1913 году в состав Елисаветградского уезда Херсонской губернии Российской империи входила 51 волость:
1. Акимовская
2. Александровская
3. Алексеевская
4. Аннинская (центр — с. Стоговка-Аннинское)
5. Анновская
6. Антоновская
7. Берёзовская
8. Благодатновская
9. Большевысковская[7]
10. Братская волость[укр.]
11. Викторштадтская
12. Витязевская
13. Владимировская
14. Вознесенская
15. Возсиятская  (центр — с. Новосиятское)
16. Глодозская
17. Грузсчанская
18. Громклея
19. Добровеличковская  (Акацатова)
20. Еланецкая
21. Злынская
22. Казанковская
23. Кетрисановская
24. Компанеевская
25. Константиновская
26. Липняжская
27. Лозоватская
28. Лысогорская
29. Любомирская
30. Маловысковская[8]
31. Мартоношская
32. Надлакская
33. Нечаевская
34. Ново-Архангельская
35. Ново-Миргородская
36. Обозновская
37. Ольгопольская
38. Ольшанская (центр — с. Ольшанка)
39. Павловская
40. Панчевская
41. Песчано-Бродская
42. Плетено-Ташлыкская
43. Ровенская
44. Семенастовская
45. Татаровская
46. Тишковская
47. Трикратская
48. Устиновская
49. Хмелевская
50. Щербановская
51. Эрделевская[9].